# Ordinul Sfântului Augustin

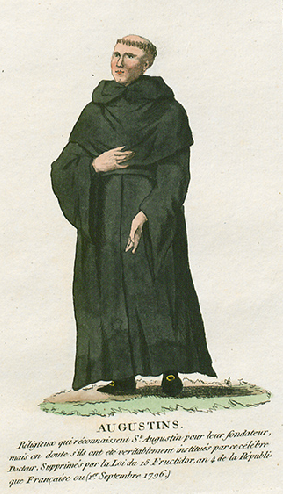
Călugăr augustin (sec. al XVIII-lea)

Sigla

Ordinul Sfântului Augustin (în latină Ordo Sancti Augustini, acronim OSA; până în 1963 Ordinul Eremiților Sfântului Augustin, Ordo Eremitarum Sancti Augustini, OESA) este un ordin călugăresc catolic.
Patronul ordinului este Sfântul Augustin.
Călugări trăitori după Regula Sfântului Augustin⁠(en)[traduceți] au existat în Europa începând cu secolul al VI-lea, după ce s-au refugiat din nordul Africii, în urma invaziei vandalilor. Ordinul a fost recunoscut în mod oficial în secolul al XIII-lea, ca al patrulea mare ordin mendicant (cerșetor), după franciscani, dominicani și carmeliți. 

## Mănăstiri pe teritoriul actual al României
- Oradea: Mănăstirea cu hramul „Sfântul Nicolae” a fost întemeiată în jurul anului 1330 în cartierul Olosig, dincolo de Criș, la nordvest de Cetatea Oradea. A deținut o importantă bibliotecă. Ultima menționare datează din anul 1551. A fost distrusă în contextul asediului cetății din anii 1556-1557.[1]
- Șemlacu Mare: Mănăstirea cu hramul „Sfântul Thomas Becket” a fost înființată de regele Béla al IV-lea în a doua jumătate a sec. al XIII-lea.[2]

## Călugări renumiți
- Thomas a Kempis
- Martin Luther
- Gregor Mendel
- Robert Francisc Prevost, ales în 8 mai 2025 că Papa Leon al XIV - lea.